# Coupe Kay Suzanne de snooker 2012
La Coupe Kay Suzanne 2012 est un tournoi de snooker classé mineur, qui s'est déroulé du 11 au 14 novembre 2012 à la South West Snooker Academy de Gloucester en Angleterre. Les joueurs sont vêtus de polos de couleur rose, afin de soutenir la lutte contre le cancer du sein. Paul Mount, le propriétaire de la South West Snooker Academy, a décidé de nommer le tournoi en hommage à sa sœur Kay Suzanne, décédée de ce cancer.

## Déroulement
Il s'agit de la dixième épreuve du championnat européen des joueurs, une série de tournois disputés en Europe (10 épreuves) et en Asie (3 épreuves), lors desquels les joueurs doivent accumuler des points afin de se qualifier pour la grande finale à Galway.
Le tournoi fait partie des quatre épreuves tenues en Angleterre à Gloucester, lesquelles étaient auparavant tenues à Sheffield les deux saisons précédentes,.
L'événement compte un total de 180 participants, dont 128 ont atteint le tableau final. Le vainqueur remporte une prime de 10 000 £.
Le tournoi est remporté par John Higgins qui défait Judd Trump en finale, sur le score de 4 manches à 2,. Higgins a toutefois dû disputer des manches décisives dans 4 matchs lors de ce tournoi. Trump a quant à lui réussit l'exploit de réaliser 10 centuries.

## Dotation
La répartition des prix est la suivante :
- Vainqueur : 10 000 £
- Finaliste : 5 000 £
- Demi-finaliste : 2 500 £
- Quart de finaliste : 1 500 £
- 8èmes de finale : 1 000 £
- 16èmes de finale : 600 £
- Deuxième tour : 200 £
- Dotation totale : 50 000 £

## Phases finales
|  | Quarts de finale au meilleur des 7 manches | Quarts de finale au meilleur des 7 manches | Quarts de finale au meilleur des 7 manches |            |                  | Demi-finales au meilleur des 7 manches | Demi-finales au meilleur des 7 manches | Demi-finales au meilleur des 7 manches |  |  | Finale au meilleur des 7 manches | Finale au meilleur des 7 manches | Finale au meilleur des 7 manches |
|  |                                            |                                            |                                            |            |                  |                                        |                                        |                                        |  |  |                                  |                                  |                                  |
|  |                                            | Mark Selby                                 | 3                                          |            |                  |                                        |                                        |                                        |  |  |                                  |                                  |                                  |
|  |                                            | Anthony Hamilton                           | 4                                          |            |                  |                                        |                                        |                                        |  |  |                                  |                                  |                                  |
|  |                                            | Anthony Hamilton                           | 4                                          |            | Anthony Hamilton | 3                                      |                                        |                                        |  |  |                                  |                                  |                                  |
|  |                                            |                                            |                                            |            | Anthony Hamilton | 3                                      |                                        |                                        |  |  |                                  |                                  |                                  |
|  |                                            |                                            | John Higgins                               | 4          |                  |                                        |                                        |                                        |  |  |                                  |                                  |                                  |
|  |                                            | Barry Hawkins                              | John Higgins                               | 4          | 3                |                                        |                                        |                                        |  |  |                                  |                                  |                                  |
|  |                                            | Barry Hawkins                              |                                            |            | 3                |                                        |                                        |                                        |  |  |                                  |                                  |                                  |
|  |                                            | John Higgins                               | 4                                          |            |                  |                                        |                                        |                                        |  |  |                                  |                                  |                                  |
|  |                                            |                                            |                                            |            |                  |                                        |                                        |                                        |  |  |                                  | John Higgins                     | 4                                |
|  |                                            |                                            |                                            | Judd Trump | 2                |                                        |                                        |                                        |  |  |                                  |                                  |                                  |
|  |                                            | Mark Joyce                                 | 2                                          |            |                  |                                        |                                        |                                        |  |  |                                  |                                  |                                  |
|  |                                            | Judd Trump                                 | 4                                          |            |                  |                                        |                                        |                                        |  |  |                                  |                                  |                                  |
|  |                                            | Judd Trump                                 | 4                                          |            | Judd Trump       | 4                                      |                                        |                                        |  |  |                                  |                                  |                                  |
|  |                                            |                                            |                                            |            | Judd Trump       | 4                                      |                                        |                                        |  |  |                                  |                                  |                                  |
|  |                                            |                                            | Ding Junhui                                | 1          |                  |                                        |                                        |                                        |  |  |                                  |                                  |                                  |
|  |                                            | Mark Williams                              | Ding Junhui                                | 1          | 2                |                                        |                                        |                                        |  |  |                                  |                                  |                                  |
|  |                                            | Mark Williams                              |                                            |            | 2                |                                        |                                        |                                        |  |  |                                  |                                  |                                  |
|  |                                            | Ding Junhui                                | 4                                          |            |                  |                                        |                                        |                                        |  |  |                                  |                                  |                                  |

## Finale
| Finale au meilleur des 7 manches Arbitre : Paul Cosgriff |                          |                       |
| John Higgins Écosse                                      | 4 - 2 ( - )              | Judd Trump Angleterre |
| 0 97                                                     | Centuries Meilleur break | 1 102                 |
| John Higgins remporte la Coupe Kay Suzanne 2012          |                          |                       |